# Hojancha (distrito)
Hojancha es el distrito primero y ciudad cabecera del cantón de Hojancha, en la provincia de Guanacaste, de Costa Rica.

## Ubicación
Se encuentra en la península de Nicoya. La ciudad de Hojancha se encuentra a 100 km al sur de Liberia. 

## Geografía
Hojancha cuenta con un área de 70,4 km² y una altitud media de 350 m s. n. m.

## Demografía
Para el año 2022, Hojancha cuenta con una población estimada de 3900 habitantes, y para el último censo efectuado, en 2011, Hojancha contaba con una población de 4245 habitantes.

## Localidades
- Poblados: Ángeles, Arena, Ceiba, Cuesta Blanca, Libertad, Maravilla, Matambú, Palo de Jabón, Pilangosta, San Juan Bosco, San Rafael, Santa Elena (parte), Varillal.

## Transporte

### Carreteras
Al distrito lo atraviesan las siguientes rutas nacionales de carretera:
- Ruta nacional 158
- Ruta nacional 902